# Paz Lenchantin
Paz Lenchantin, née le 12 décembre 1973 à Mar del Plata en Argentine, est une musicienne américaine d'origine argentine. Elle fut notamment bassiste (et violoniste) du groupe de rock alternatif A Perfect Circle, ainsi que de l'éphémère supergroupe Zwan. En 2013, elle est recrutée par Black Francis pour être la nouvelle bassiste des Pixies. Elle quitte le groupe en 2024.

## Biographie
Paz Lenchantin est arrivée à Los Angeles avec sa famille à l'âge de 4 ans. Elle parle couramment espagnol et anglais. Elle apprend le piano à l'âge de 5 ans, avant de prendre des cours de violon, dès 8 ans, puis d'apprendre toute seule la guitare à 12 ans. Sa sœur Ana, également musicienne, et son frère Luciano collaborent souvent à son travail.
Ses parents sont tous deux pianistes, de formation classique.

## Carrière musicale
Lenchantin a rejoint Billy Howerdel, Josh Freese, Troy Van Leeuwen, et Maynard James Keenan pour former le groupe A Perfect Circle. Elle a participé à leurs albums Mer de Noms (cordes, basse, chœurs) et Thirteenth Step (en) (où elle coécrit le titre Gravity).
Paz Lenchantin quitte ensuite le groupe pour rejoindre Billy Corgan, Jimmy Chamberlin, Matt Sweeney et David Pajo dans l'éphémère groupe Zwan.
En 2002, avec Melissa Auf der Maur (ex-Smashing Pumpkins/Hole), Samantha Maloney et Radio Sloan (en) de The Need (en), elle forme un nouveau groupe appelé The Chelsea, qui ne dura cependant que le temps d'une scène.
Paz revient alors aux cordes et au piano avec A Perfect Circle, sur leur album eMOTIVe (en) (novembre 2004).

## Pixies
En décembre 2013, elle rejoint les Pixies en tant que bassiste de scène, avant de collaborer avec le groupe, à l'automne 2015, à l'album Head Carrier dans lequel elle co-signe la chanson All I Think About Now. C'est elle qui réalise le clip de Classic Masher, extrait de l'album. Le 4 mars 2024, le groupe annonce son départ de la formation à quelques jours du début d'une tournée en Europe. Elle sera remplacée sur scène par Emma Richardson de Band of Skulls.

## Discographie solo
Simultanément à sa carrière de membre de groupes célèbres, Lenchantin a trouvé le temps d'écrire et produire deux albums solo.
- Yellow My Sky Captain (2001)
- Songs For Luci (2006)

## Apparitions
Paz Lenchantin fait une apparition sur l'album Songs for the Deaf de Queens of the Stone Age. Elle a également joué sur l'album The Lonely Position of Neutral de TRUSTcompany. En 2005, elle joue du violon sur un morceau, Dividing Lines de Kaura. Elle fait également une apparition sur le premier album solo de Melissa Auf der Maur : Auf der Maur. En 2008, Paz coécrit la chanson Denail Waits du projet Ashes Divide (en), et elle joue du violon sur le second album studio de Jenny Lewis, Acid Tongue (en). En 2009, elle reprend la basse sur l'album Into The Presence du groupe Into The Presence (en).